# Renato Chaves
Renato de Araújo Chaves Júnior (São Paulo, 4 de mayo de 1990), conocido simplemente como Renato Chaves, es un futbolista brasileño que juega para Al-Wehda como defensor.

## Carrera
Nacido en São Paulo, Renato se unió a la organización juvenil de Corinthians en 2001, a los 11 años. En febrero de 2008, después de impresionar en la Copa São Paulo de Futebol Júnior de los años anteriores, fue ascendido a la escuadra principal.
Renato hizo su primer equipo, y la Serie A, debutó el 10 de mayo de 2009, empezando en una derrota en casa por 0-1 contra Internacional. Marcó su primer gol como profesional a fines de mes, pero en una derrota por 1–3 ante el Santos.
El 16 de agosto de 2010, Renato fue cedido a Bahia hasta fin de año. Después de no adaptarse, regresó a su club matriz solo unos meses después y se mudó a Figueirense en un contrato de préstamo de un año el 29 de diciembre. El 2 de junio de 2011, después de ser usado raramente, se fue al lado Portuguesa de la Serie B, también en un acuerdo temporal.
Renato fue firmado permanentemente por el Lusa en diciembre de 2011, luego de alcanzar el ascenso al nivel superior. En julio de ese año se unió al Atlético Paranaense, de vuelta al segundo nivel..
En febrero de 2014, Renato se negó a jugar con los menores de 23 años en el Campeonato Paranaense de ese año, alegando que debería ser incluido en el primer equipo del equipo. En julio, después de hacer solo cuatro apariciones, se unió a Náutico en préstamo hasta fin de año.
Después de ser utilizado regularmente, Renato se unió a Ponte Preta en diciembre de 2014, luego de que su contrato con Furacão expirara. El 20 de octubre de 2015, después de haber sido titular en el Brasileirão de ese año, extendió su contrato por otros dos años.

## Títulos

### Campeonato regional
| Título              | Club        | País   | Año  |
| ------------------- | ----------- | ------ | ---- |
| Campeonato Paulista | Corinthians | Brasil | 2009 |

### Campeonatos nacionales
| Título                          | Club        | País   | Año  |
| ------------------------------- | ----------- | ------ | ---- |
| Campeonato Brasileño de Serie B | Corinthians | Brasil | 2008 |
| Copa de Brasil                  | Corinthians | Brasil | 2009 |
| Campeonato Brasileño de Serie B | Portuguesa  | Brasil | 2011 |